# Графік руху поїздів
Гра́фік ру́ху поїзді́в (ГРП) — організуюча і технологічна основа роботи всіх підрозділів залізниць, план всієї експлуатаційної роботи. Рух поїздів суворо за графіком забезпечується правильною організацією роботи та точним виконанням технологічного процесу роботи станцій, депо, тягових підстанцій, пунктів технічного обслуговування та інших підрозділів, пов'язаних з рухом поїздів.
Графік руху поїздів має забезпечувати: задоволення потреб у перевезеннях пасажирів і вантажів; безпеку руху поїздів; найбільш ефективне використання пропускної і провізної спроможності дільниць і переробної спроможності станцій; раціональне використання рухомого складу; дотримання встановленої тривалості безперервної роботи локомотивних бригад; можливість проведення робіт з поточного утримання і ремонту колії, споруд, пристроїв СЦБ, зв'язку та електропостачання при безумовному дотриманні вимог охорони праці (з пункту 13.2 ПТЕ).
Графік базується на прогресивній технології, передовому досвіді роботи, найновіших досягненнях науки і техніки, раціональному використанні наявних технічних засобів і тих, що вводяться в експлуатацію. Графік має бути прогресивним і мобілізуючим. Під час складання кожного нового графіка мають враховуватися досягнуті удосконалення організації руху поїздів та плануватися більш високі показники використання рухомого складу. Графік руху має забезпечувати безперервну, ритмічну і злагоджену роботу як однієї залізниці, дирекції залізничних перевезень, транспортного підприємства, так і мережі залізниць у цілому.

## Класифікація ГРП
На залізницях України розрізняють наступні види графіків руху поїздів:
Нормативний графік руху поїздів (НГРП) — графік руху поїздів, який розробляється і складається щорічно технологами відділу аналізу і розробки графіків руху поїздів служби перевезень залізниць і є основним нормативно-технологічним документом, що регламентує роботу усіх підрозділів залізничного транспорту з організації руху поїздів. Новий НГРП вводиться в останню неділю травня до початку кампанії літніх пасажирських перевезень. На ділянках з різними обсягами пасажирських перевезень у літній і зимовий періоди після закінчення літніх пасажирських перевезень вводиться НГРП з коригуванням на зиму. На основі НГРП складаються книги розкладів поїздів.
Графік виконаного руху (ГВР) — графік руху поїздів, який ведеться на спеціальному бланку поїзним диспетчером ділянки (ДНЦ) або автоматично з використанням спеціальних програм, відображає виконання всіма службами залізниці встановленого нормативного або варіантного графіка руху поїздів. На основі аналізу ГРП розраховуються якісні та кількісні показники роботи ділянки.
Варіантний графік руху поїздів (ВГРП) — графік руху поїздів, який розробляється на ділянках, де надаються «вікна» для ремонтних і будівельних робіт, що впливають на умови пропуску поїздів і розміри руху поїздів (в парах). ВГРП діють як на тривалий період, так і на конкретні дати надання «вікон».
Графіки руху залежно від швидкостей руху поділяються на:
- паралельні (англ. Homogeneous), де всі поїзди одного і того ж напрямку рухаються з однаковою швидкістю, тому лінії їх ходу паралельні між собою;
- непаралельні (англ. Heterogeneous), де поїзди різних категорій мають різну швидкість.

В залежності від ритмічності відправлення поїздів розрізняють ГРП:
- циклічні або періодичні (англ. Cyclic train timetabling), коли відправлення поїздів здійснюється через рівні проміжки часу (регулярний інтервальний рух);
- нециклічні (англ. Non-cyclic train timetabling), коли відправлення поїздів здійснюється через неоднакові проміжки часу.

Залежно від числа головних колій на перегоні:
- одноколійні — на одноколійних ділянках, а отже, і на графіку, схрещення поїздів відбувається лише на роздільних пунктах, що мають колійний розвиток (станціях);
- двоколійні — лінії ходу поїздів перетинаються на перегонах і станціях;
- багатоколійні — залежно від прийнятої системи організації руху поїздів, окремі шляхи використовуються для руху поїздів обох напрямків.

Залежно від кількості поїздів в кожному напрямку:
- парні;
- непарні.

Залежно від порядку прямування поїздів попутного напрямку:
- пачкові — з поділом поїздів один від одного міжстанційними перегонами;
- пакетні — з поділом поїздів один від одного міжпостовими перегонами або блок-дільницями;
- частково-пакетні, коли пакетами прокладаються не всі поїзди, а тільки деяка їх частина.

Залежно від співвідношення часу зайняття перегонів однією парою поїздів  або поїздом ГРП  класифікуються як:
- ідентичні, коли час заняття перегонів поїздом (на двоколійних лініях) або парою поїздів (на одноколійних лініях) однаковий;
- неідентичні,  коли час заняття перегонів поїздом (на двоколійних лініях) або парою поїздів (на одноколійних лініях) неоднаковий.

В залежності від ступеня заповнення пропускної спроможності ГРП класифікуються як:
- насичені;
- ненасичені.

Графік руху, що передбачає повне використання пропускної спроможності обмеженого перегону називається максимальним. Максимальний графік одноколійної ділянки, при якому всі поїзди мають схрещення на всіх роздільних пунктах, називають насиченим.

## Основні елементи ГРП
До основних елементів графіка належать:
- перегінні часи ходу поїздів;
- час стоянки поїздів на  дільничних і сортувальних станціях для виконання технічних операцій;
- час стоянки на проміжних станціях;
- станційні інтервали — розрахункові інтервали часу між поїздами під час приймання, відправлення і проходження їх через роздільні пункти;
- інтервали між поїздами на дільницях (перегонах);
- норми часу знаходження локомотивів на станціях оборотного й основного депо;
- норми пробігу поїздів між технічними та комерційними оглядами (гарантійні плечі), плечі обслуговування локомотивів і локомотивних бригад.

Одночасно з перегінним часом ходу визначається час на розгін і сповільнення поїзда, втрати часу від дії попереджень про обмеження швидкості. Результати розрахунків оформлюються у вигляді таблиць, затверджуються керівництвом залізниці, узгоджуються з Головним управлінням перевезень.Тривалість стоянки поїзда для виконання технічних операцій визначається технічними нормами, що встановлюються для кожної станції окремо розрахунковим шляхом або на підставі хронометражних спостережень із додержанням рекомендацій, викладених у Типових технологічних процесах роботи сортувальної і дільничної станцій.
Прийняті нормативи стоянок пасажирських поїздів оформлюються у вигляді таблиці, узгоджуються Головними управліннями перевезень, пасажирським та локомотивного господарства. Тривалість зупинок вантажних поїздів на дільничних та сортувальних станціях для виконання технічних операцій приймаються згідно з «Технологією обробки составів та поїздів» Технологічного процесу роботи станції. Норми часу на операції з приймання, відправлення і пропуску поїздів встановлюються для кожного роздільного пункту за даними хронометражних спостережень, тягових розрахунків і згідно з рекомендаціями Інструкції з визначення станційних і міжпоїзних інтервалів.
Станційні і міжпоїзні інтервали є основними елементами графіка руху поїздів, які потрібно розраховувати на залізницях після затвердження Укрзалізницею допустимих швидкостей руху поїздів на перегонах і станціях, розмірів пасажирського і вантажного руху, норм ваги і довжини поїздів.